# Cheval de bât

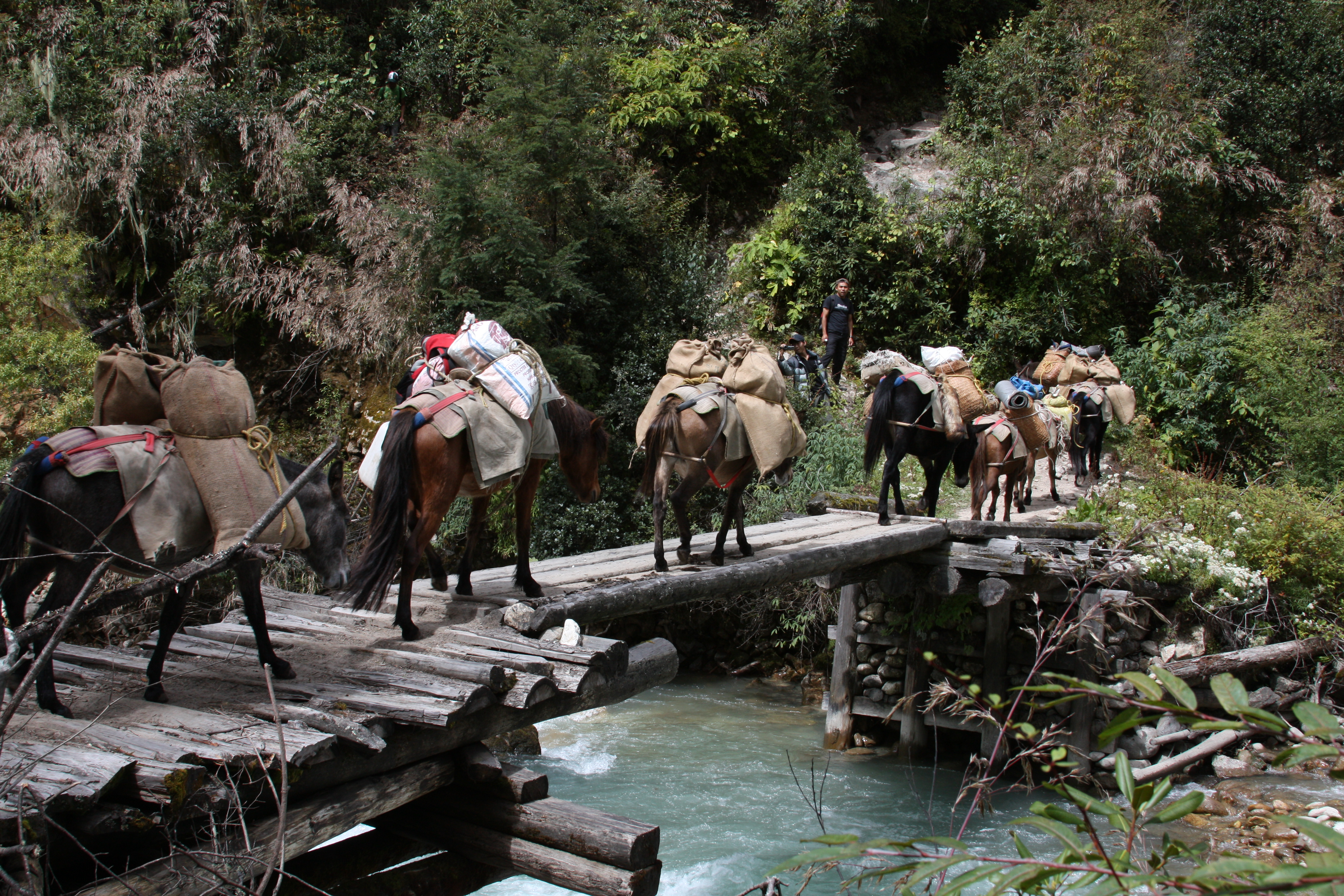
Chevaux de bât traversant une rivière au Bhoutan.

Le terme de cheval de bât ou cheval de somme se réfère à un cheval, plus rarement un poney, un mulet ou un âne, utilisé pour transporter des charges sur le dos. L'animal est habituellement harnaché grâce à un bât ou un autre système de paniers, comme le cacolet. Le cheval de bât est typiquement employé pour franchir des terrains difficiles en l'absence de route, où un véhicule à roues ne pourrait passer. L'usage de tels chevaux remonte au néolithique et se poursuit de nos jours. Si la plupart des pays industrialisés emploient désormais des chevaux de bât dans le cadre des randonnées de loisir, l'utilisation de chevaux de bât au travail reste importante dans les pays les moins avancés. Le cheval de bât peut aussi trouver des applications en cas de conflit militaire.

## Histoire

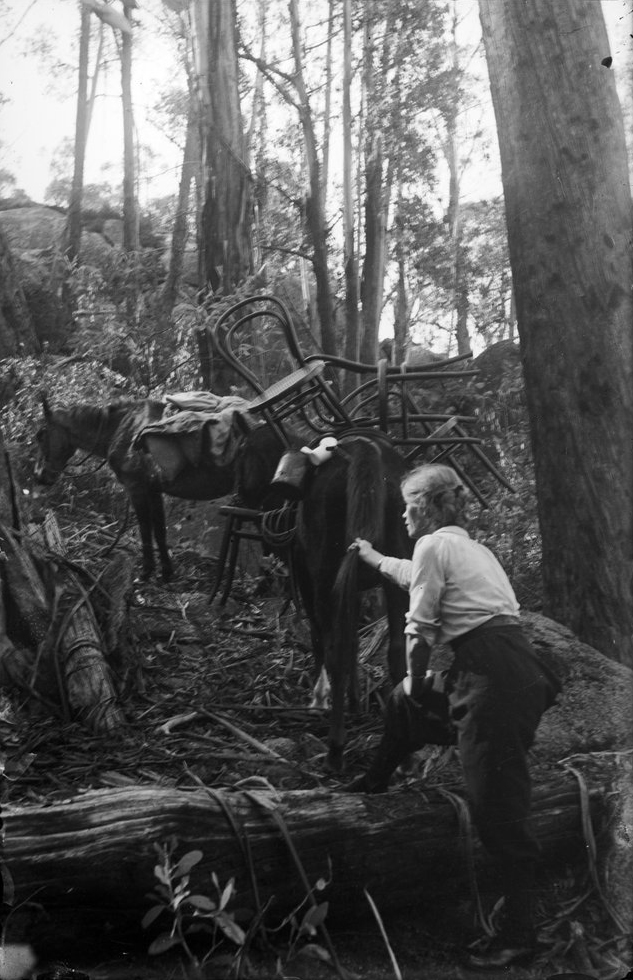
Le guide de montagne Alice Manfield utilisant des chevaux de bât pour transporter des chaises en bois au Mont Buffalo, vers 1912.

Les chevaux de bât sont vraisemblablement employés depuis les premiers temps de la domestication du cheval. On en retrouve des traces durant toute l'Antiquité, au Moyen Âge et à notre époque, lorsque les routes sont inexistantes ou inutilisables. En Angleterre, ces animaux étaient intensivement utilisés pour le transport de biens et de minerais, depuis l'époque médiévale jusqu'à l'arrivée des premiers péages et des canaux au XVIIIe siècle. La plupart de ces routes traversent les Pennines, pour l'approvisionnement en sel, en charbon, en toisons et en tissu. Certaines de ces routes portent des noms laissant à penser qu'elles ont été établies par les Vikings à l'époque de leurs invasions. La plupart des chevaux de bât sont de la race Galloway. Chacun d'eux porte environ 100 kg répartis dans deux paniers. Les chevaux sont reliés entre eux, généralement en convoi de 12 à 20 mais quelquefois plus, jusqu'à 40. La personne qui guide le convoi de chevaux porte une cloche afin de signaler son approche. L'usage était d'autant plus important qu'aucun pont ne permettait de traverser les rivières du Nord de l'Angleterre.
Dans les Amériques, le cheval de bât a joué un rôle considérable dans le développement de la colonisation. Aussi bien les Anglais que les Français et les Espagnols et les Hollandais y amènent massivement des chevaux de bât qu'ils utilisent ensuite pour transporter toutes sortes de marchandises dans le cadre du commerce avec les Amérindiens. Cela fait émerger de gigantesques marchés de colons.

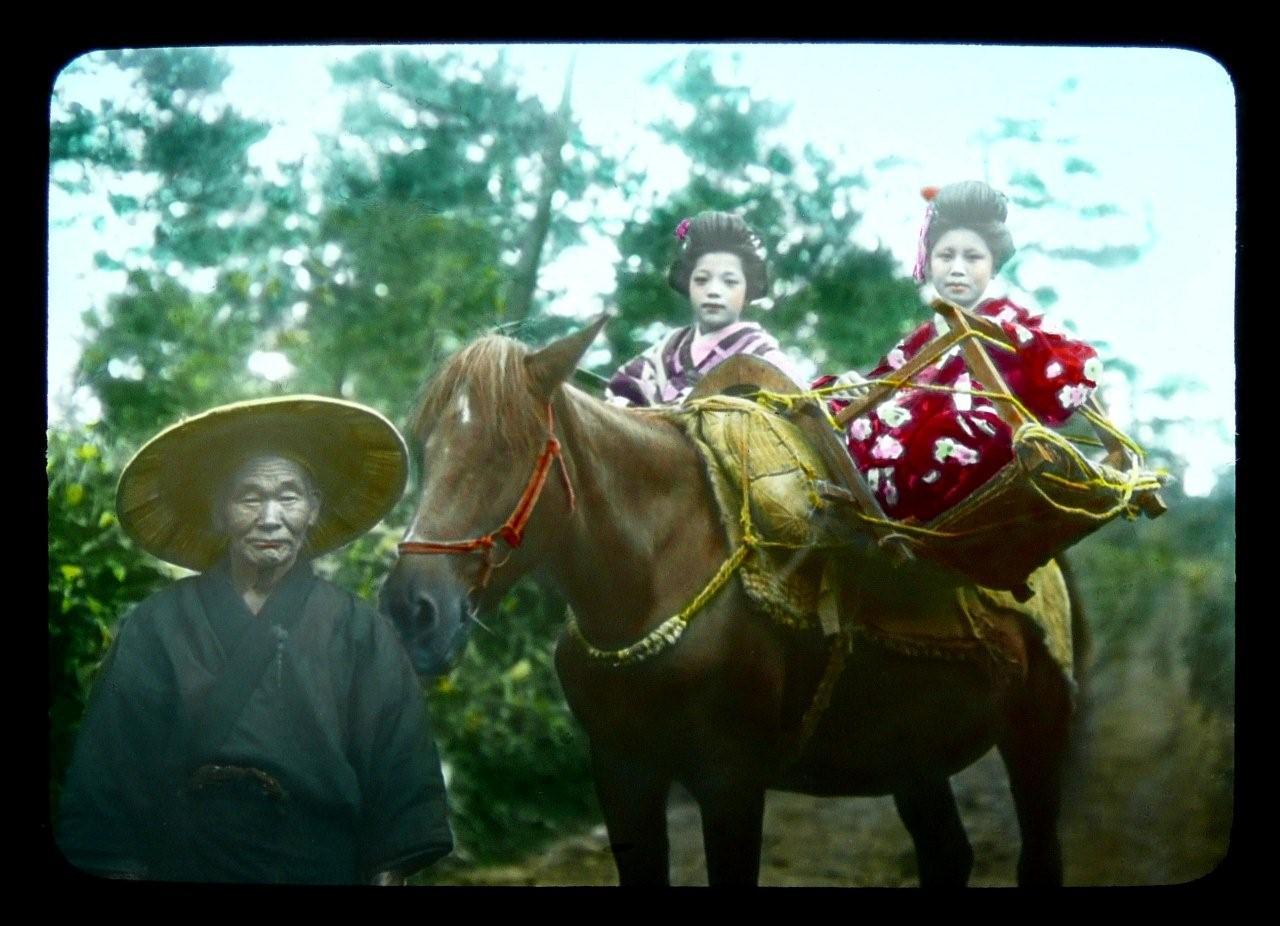
Cheval de bât japonais (ni-uma ou konida uma) portant deux jeunes filles, vers 1900-1929.

Dans le Japon féodal, l'équitation sur une selle (kura) est strictement réservée à la classe des samouraï jusqu'en 1868. Les gens du commun doivent monter dans une selle de bât (ni-gura ou konida-gura) ou bien à cru. Les chevaux de bât (ni-uma ou konida-uma) transportent diverses marchandises et les bagages des voyageurs, mais aussi des équipements et de la nourriture pour les samouraï durant leurs campagnes militaires.

## Matériel et dressage
L'entraînement de base d'un cheval de bât est similaire à celui d'un cheval de selle. La plupart des chevaux de bât sont en effet dressés à être également montés. Il doit cependant posséder certaines qualités bien particulières. En particulier, un cheval de bât doit être calme et très tolérant en cas de proximité étroite avec d'autres animaux, à la fois devant et derrière lui. Il doit supporter la présence de son harnachement, de longues cordes, d'un environnement bruyant.  La patience et la tolérance sont cruciaux.
Le chargement d'un cheval de bât requiert des précautions. Le poids est le premier facteur à prendre en compte. En moyenne, un cheval peut porter jusqu'à 30 % de son propre poids.  Un cheval pesant 450 kg ne peut donc porter plus de 100 à 140 kg. Le poids doit également être réparti de manière équitable sur le dos du cheval, en particulier entre chaque côté du dos. 

## Utilisations actuelles

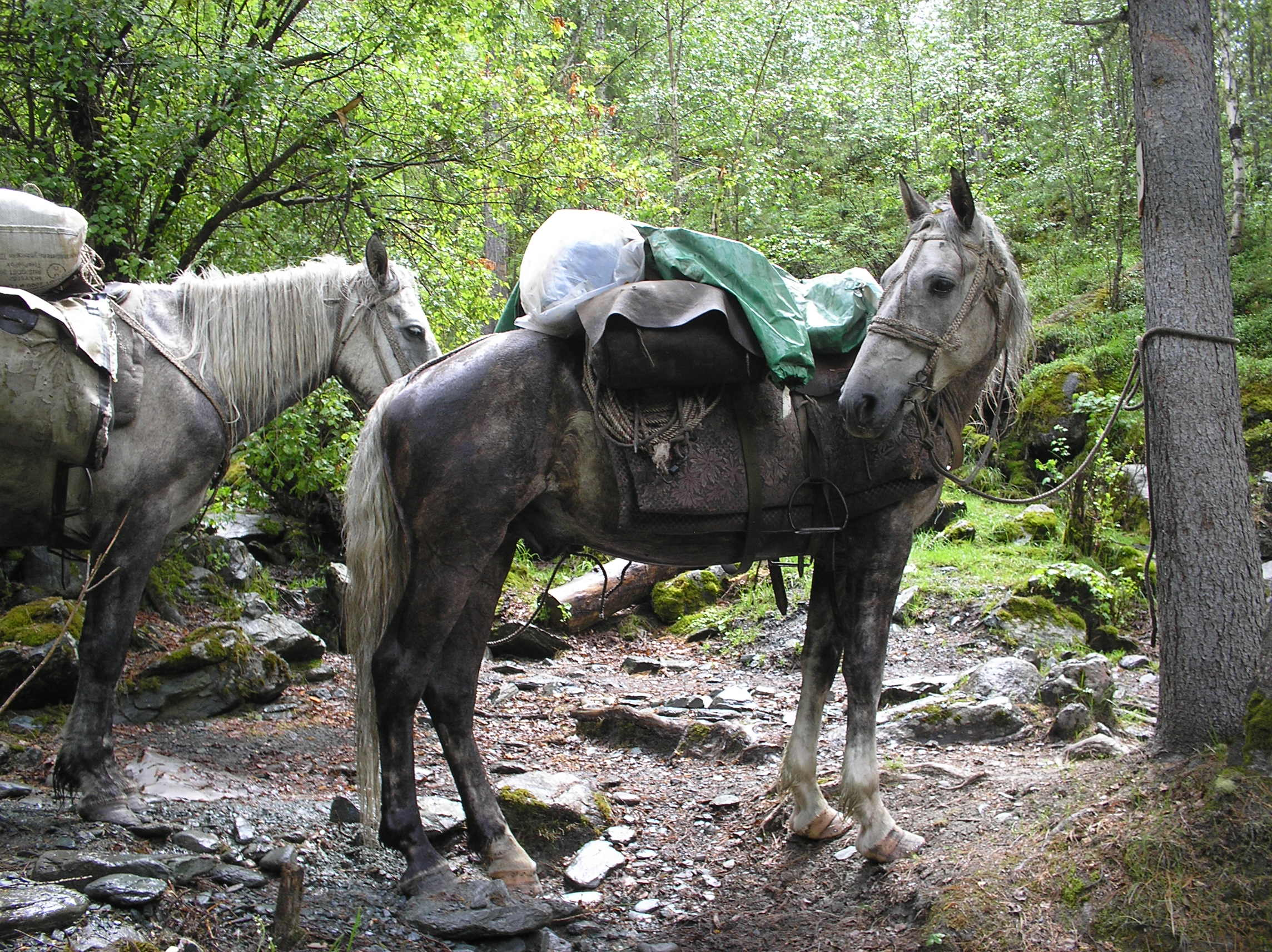
Cheval de bât dans l'Altaï

Dans les pays développés (Australie et Amérique du Nord en particulier), les chevaux de bât sont devenus principalement des animaux de loisir. Ils permettent de porter du matériel lors de randonnées en pleine nature, là où les véhicules à moteur sont interdits ou ne peuvent pas passer. Le cheval de bât est ainsi employé par les randonneurs au long cours, les chasseurs et les campeurs. Les cavaliers agricoles continuent d'y recourir pour le port des matériaux qu'ils ne peuvent pas emporter avec eux. Le tourisme avec un cheval de bât s'est développé ces dernières années. Le cheval de bât a encore trouvé des applications militaires récentes, pour apporter du matériel sur des voies impraticables, ou en cas de pénurie de carburant. Ils ont ainsi été mis à contribution lors de la guerre en Afghanistan.
Dans le tiers monde, le cheval de bât reste utilisé comme animal de travail. 